# Харијет Табман
Харијет Табман, право име Араминта Рос (енгл. Harriet Tubman; округ Дорчестер, март 1822 — Оберн, 10. март 1913) је била америчка црначка активисткиња позната под надимцима Црни Мојсије, Деда Мојсије и Мојсије Њеног народа. Рођена је као робиња у држави Мериленд, одакле је 1844. побегла на Север користећи се тзв. Подземном железницом. Након тога је уз помоћ аболициониста организовала 19 експедиција током којих је ослобођено 300 робова. Јужњачки робовласници су јој уценили главу на 40 000 долара. За време Америчког грађанског рата била је шпијун за војску Уније.

## Детињство, одрастање и удаја
Табман је рођена као Араминта "Минти" Рос од поробљених родитеља, Харијет ("Рит") Грин и Бен Рос. Рит је била у власништву Мари Патисон Бродес (а касније и њеног сина Едварда). Бена је држао Антони Томпсон, који је постао други супруг Мари Бродес и који је водио велику плантажу у близини реке Блаквотер у области Мадисон у округу Дорчестер, Мериланд. Као и код многих поробљених људи у Сједињеним Државама, не зна се тачна година ни место Табманиног рођења.
Модести, Табманина бака по мајци, стигла је у САД на ропском броду из Африке; нема података о другим прецима. Њена мајка је била куварица за Бродес породицу, а отац је радио разне послове са дрветом. Њени родитељи су имали деветоро деце, укључујући и њу. Рит се борила да одржи своју породицу на окупу, јер је ропство увек претило да их растргне. Едвард Бродес продао је три њене кћери (Лину, Марију Рити и Соф), раздвајајући их од породице заувек.
Када се трговац из Џорџије обратио Бродесу због куповине Ритиног најмлађег сина, Мозеса, сакрила га је на месец дана, уз помоћ других поробљених људи и ослободилаца у заједници. У једном тренутку суочила се са својим власником око продаје. Коначно, Бродес и "човек из Џорџије" су дошли у собе робова како би одузели дете, где им је Рита рекла: "Ти трагаш за мојим сином; али првом човеку који уђе у моју кућу ћу расцепати главу." Бродес се повукао и одустао од продаје. Табманини биографи се слажу да су приче испричане о овом догађају у породици утицале на њено веровање у могућности отпора.

### Детињство
Као мала, била је задужена да чува бебу за једну госпођу, историчарима познату као госпођа Сузан. Кад год би беба заплакала, Табман би била изударана бичем. Табман се присећа да је једног дана била бичевана чак 5 пута пре доручка. Носила је ожиљке читавог живота. Као дете, Табман је такође радила у кући планера по имену Џејмс Кук. Морала је да провери замке мошуса у оближњим мочварама, чак и након што се заразила с оспицама. Постала јој је толико болесна да ју је Кук послао натраг код Бродеса, где ју је мајка неговала до излечења. Онда ју је Бродес поново запослио.
Као адолесцент, Табман је претрпела тешку повреду главе када је власник бацио металну куглу од два килограма на другу поробљену особу која је покушавала да побегне. Уместо тога, кугла је ударила Табман, која је викала: "сломила ми је лобању". Крварећи и без свести, враћена је у кућу свог власника и положена на под, где је остала без медицинске неге два дана.
Након овог инцидента, Табман је често доживљавала изузетне болне главобоље. Такође је почела да има нападе и понекад би пала у несвест, мада је, како тврди, била свесна околине док спавала. Ово је стање остало уз њу целог живота; Ларсон каже да је можда патила од епилепсије темпоралног режња која је била последица повреде.
Након повреде, Табман је почела да доживљава визије и живописне снове, које је тумачила као откривење од Бога. Ова духовна искуства имала су дубок утицај на Табманину личност и она је стекла страсну веру у Бога.

### Породица и удаја
Око 1844. удала се за слободног црнца по имену Џон Табман. Иако се о њему и њиховом заједничком времену мало зна, њихово венчање је била компликовано због њеног статуса роба. Статус мајке диктирао је статус деце, а свако дете рођено би било поробљено. Овакви мешани бракови - слободни људи у браку са поробљеним људима - нису били реткост на источној обали Мериленда, где је до тада половина црначке популације била слободна. Већина афроамеричких породица имала је и слободне и поробљене чланове. Ларсон сугерира да су можда планирали купити Табманину слободу.
Табман је убрзо после брака своје име из Араминта променила у Харијет, мада тачан временски оквир није јасан. Ларсон сугерира да се то догодило одмах након венчања, а Клинтон сугерира да се то поклапало с Табманиним плановима о бегу из ропства. Име своје мајке усвојила је, вероватно, као део верског обраћења или у част другог рођака.

## Бег из ропства
1849. године Табман се разболела, што је умањило њену вредност као роба. Едвард Бродес покушао је да је прода, али није могао да нађе купца. Љута на њега због покушаја да је прода и због тога што је робијао њене рођаке, Табман је почела да се моли за свог власника, тражећи од Бога да га натера да промени свој пут. Касније је рекла: "Целе ноћи сам се молила за свог господара до првог марта и све време је доводио људе да ме гледају и покушавао да ме прода." Кад се учинило да се закључује продаја, „променила сам молитву“, рекла је. "Првог марта сам почела да се молим:"О Боже, ако никада нећеш променити срце тог човека, убиј га, Господе, и склони га с пута." Седмицу касније, Бродес је умро и Табман је изразила жаљење због својих ранијих осећања.
Као и у многим насељима, Бродесова смрт повећала је вероватноћу да ће Табман бити продата и да се њена породица распадне. Његова удовица Елиза почела је да ради на продаји поробљених породица. Табман је одбила да чека да породица Бродес одлучи о њеној судбини, упркос напорима њеног супруга да је одврати. "[Т] ово је била једна од две ствари на коју сам имала право", објаснила је касније, "слобода или смрт; ако не бих могла да имам једну, имала бих другу".
Табман и њена браћа, Бен и Хенри, побегли су из ропства 17. септембра 1849. Табман је ангажована код Антонија Томпсона (сина бившег власника њеног оца), који је поседовао велику плантажу на подручју званом Тополов врат у суседној Каролин Каунти; вероватно су и њена браћа радила за Томпсона. Пошто су поробљене биле ангажоване у другом домаћинству, Елиза Бродес вероватно неко време није препознала њихов изостанак као покушај бекства. Две недеље касније, она је послала бегунско обавештење код демократа у Кембриџу, нудећи награду до 100 долара за сваког враћеног роба. Кад су отишли, Табманова браћа размишљала су... Бен је можда управо постао отац. Двојица робова су се вратила, присиливши Табман да се врати са њима.
Убрзо након тога, Табман је поново побегла, овај пут без своје браће. Покушала је унапред да мајци објави своје планове. Отпевала је кодирану песму Марији, поузданој пријатељици, и то је био опроштај. "Упознаћемо се ујутро", интонирала је, "Ја сам за обећану земљу." Док је њен тачан пут непознат, Табман је искористила мрежу познату као Подземна железница. Овај неформални, али добро организован систем, сачињавали су слободни и поробљени црнци, белци и други активисти. Најистакнутији у Мериленду у то време били су чланови верског друштва пријатеља, често званог Квакерс. Путовање од скоро 145 km (90 mi) пешице требало би да траје између пет дана и три недеље.

Табман је морала да путује ноћу, вођена Северном звездом, покушавајући да избегне хватаче робова жељне прикупљања награда за одбегле робове. "Кондуктери" у подземној железници користили су обмане за заштиту. У раном одмарању дама из куће наложила је Табман да уреди двориште за породицу. Кад је пала ноћ, породица ју је сакрила у колица и одвела у следећу пријатељску кућу. С обзиром на познавање региона шума и мочвара, Табман се вероватно током дана крила у тим локалитетима. Детаљи њеног првог путовања нису познат, јер су други бегунци из ропства користили руте, Табман није разговарала о њима тек касније у животу. Прешла је у Пенсилванију са осећајем олакшања и страхопоштовања и присетила се искуства годинама касније:
"Кад сам открила да сам прешла, погледала сам руке да видим да ли сам иста особа. Постојала је таква слава над свим; Сунце је излазило попут злата кроз дрвеће и преко поља, а ја сам се осећала као да сам на небу."

## Надимак Мојсије
Након што је стигла у Филаделфију, Табман је помислила на своју породицу. "Била сам странац у чудној земљи", рекла је касније. "Мој отац, моја мајка, моја браћа, сестре и пријатељи били су у Мериланду. Али ја сам била слободна и они би требали бити слободни." Она је радила необичне послове и штедела новац. Конгрес је у међувремену усвојио закон о одбеглим робовима из 1850. године, који је жестоко казнио подржавајуће бекство и приморао службенике за спровођење закона - чак и у државама које су забраниле ропство - да помогну у њиховом хватању. Закон је повећао ризик за избеглице робове, од којих је већина њих уточиште потражила у Јужном Онтарију (тада део Уједињене провинције Канаде) који је као део Британског царства укинуо ропство. Расна тензија је такође је била у порасту у Филаделфији, пошто су се таласи сиромашних ирских имиграната надметали са бесплатним црнцима за посао.
У децембру 1850. године, Табман је чула да ће њена нећака Кесија и њено двоје деце, шестогодишњи Џејмс Алфред и беба Араминта, ускоро бити продати у Кембриџу. Табман је отишла у Балтимор, где ју је њен зет Том Табман сакрио до распродаје. Кесијин супруг, слободни црнац по имену Џон Бовлеј, дао је победничку понуду за своју супругу. Затим, док је аукционар одступио да руча, Џон, Кесија и њихова деца су побегли у оближњу сигурну кућу. Када је пала ноћ, Бовлеј је пребацио породицу у брвнару далеку 60 миља (97 km) до Балтимора, где су се срели са Табман, која је породицу довела у Филаделфију.
Почетком следеће године вратила се у Мериленд како би помогла да избави остале чланове породице. Током другог путовања, успела је да спаси брата Мојсија и два неидентификована мушкарца. Табман је вероватно сарађивала са аболиционистом Томасом Гаретом. Прича о њеним подвизима охрабрила је њену породицу, а биографи се слажу да је сваким путовањем у Мериленд постала самопоузданија.
Крајем 1851. године Табман се вратила у округ Дорчестер први пут од свог бекства, овај пут да пронађе свог мужа Џона. Штедела је новац од разних послова, купила му одело и кренула на југ. У међувремену, Џон се оженио другом женом по имену Каролин. Табман је послала поруку да треба да јој се придружи, али је он инсистирао на томе да је срећан тамо где јесте. Табман се испрва припремила да нападне њихову кућу и направи сцену, али је тада одлучила да није вредан проблема. Сузбијајући свој бес, пронашла је поробљене људе који су желели да побегну и повела их у Филаделфију. Џон и Каролин заједно су одгајали породицу, све док 16 година касније он није убијен у свађи на цести са белцем по имену Роберт Винсент.

Будући да је закон о одбеглим робовима учинио северне државе САД опаснијим местом за останак избеглих робова, многи избегли робови почели су да се селе у јужни Онтарио. У децембру 1851. године, Табман је водила неидентификовану групу од 11 бегунаца, вероватно укључујући Бовлија и неколико других којима је раније помагала у спашавању. Табман је упознала белца Фредрика Дагласа који јој је помагао око спашавања робова. Једном приликом је записао:
"Једном приликом сам имао једанаест бегунаца истовремено под својим кровом, и било је потребно да они остану са мном док не прикупим довољно новца да их отпремим у Канаду. То је био највећи број људи који сам икад имао, али нисам имао времена и имао сам потешкоћа да обезбедим толико хране и склоништа..."
Даглас и Табман су се дивили једно другом док су се обоје борили против ропства. Када се 1868. припремала рана биографија о Табман, Даглас је написао писмо у њену част. Упоредио је сопствени напор са њеним, написавши:
"Разлика између нас је врло јасна. Већина онога што сам учинио и претрпео у служби је у јавности, и добио сам пуно охрабрења на сваком кораку. Ви сте, са друге стране, радили приватно. Радио сам у дању - Ви у ноћи. ... Поноћно небо и тихе звезде били су сведоци ваше посвећености слободи и вашег херојства. Изузев Џона Брауна, не знам никога ко би се вољно сусрео са више опасности и тешкоћа да служи нашем поробљеном народу од вас.
Током 11 година, Табман се више пута враћала на источну обалу Мериленда, спашавајући око 70 робова у око 13 експедиција, укључујући њену другу браћу, Хенрија, Бена и Роберта, њихове жене и неку децу. Такође је дала посебна упутства за 50 до 60 додатних бегунаца који су побегли на север. Због својих напора добила је надимак "Мојсије", алудирајући на пророка у Књизи Изласка који је Јевреје водио до слободе од Египта.
Једна од њених последњих мисија у Мериленду била је проналажење старих родитеља. Њен отац Бен купио је Рит, њену мајку, 1855. године од Елизе Бродес за 20 долара. Али чак и када су обоје били слободни, подручје је постало непријатељско. Две године касније, Табман је добила поруку да је њеном оцу изложена опасност од хапшења због скривања групе од осам робова. Отпутовала је на источну обалу и водила их на север до Св. Катарине, Онтарио, где се окупила заједница бивших робова (укључујући Табманину браћу, другу родбину и многе пријатеље).

Упркос напорима робова, Табман и бегунци којима је помагала никада нису заробљени. Годинама касније, рекла је публици:
„Била сам диригент подземне железнице осам година, и могу рећи оно што већина кондуктера не може да каже - никада нисам сишла са пруге и никада нисам изгубила путника."

## Живот након ропства
Преостале године Табман је провела у Оберну, бринући се о својој породици и другим људима у потреби. Радила је разне послове како би издржавала своје старе родитеље. Један од људи које је Табман преузела био је пољопривредник по имену Нелсон Чарлс Дејвис. Почео је радити у Оберну као зидар,и убрзо су се њих двоје заљубили. Иако је био 22 године млађи од ње, 18. марта 1869. венчали су се у Централној презбитеријанској цркви. Усвојили су девојчицу по имену Герти 1874. године и живели заједно као породица; Нелсон је умро 14. октобра 1888. од туберкулозе.
У својим каснијим годинама, Табман је радила на промоцији за давање женама право гласа. Једна бела жена једном је питала Табман да ли верује да жене требају гласати, а добила је одговор: „Доста сам патила да верујем у то.“ Табман је почео да присуствује састанцима суфрагистичких организација и убрзо је радила заједно са женама попут Сусан Б. Антони и Емили Ховланд.
Табман је отпутовала у Њујорк, Бостон и Вашингтон, да се изјасни у корист женских гласачких права. Она је описала своје поступке током и након грађанског рата, а користила је жртве небројених жена током савремене историје као доказ женске равноправности мушкараца. Када је 1896. основана Национална федерација афроамеричких жена, Табман је била главни говорник на првом састанку.
Овај талас активизма побудио је нови талас дивљења Табманиној међу медијима у Сједињеним Државама. Публикација под називом The Woman's Era покренула је низ чланака о "Еминентним женама" са насловном сликом Табман. Суфрашке новине из 1897. године известиле су о низу пријема у Бостону у част Табмановој и њеном животном служењу нацији. Међутим, њезини бескрајни доприноси другима оставили су је у сиромаштву и морала је да прода краву да купи возну карту за ове прославе.
Како је Табман остарила, напади, главобоља и патње од трауме главе у детињству наставили су је мучити. Како није могла да спава због болова и „зујања“ у глави, питала је лекара да ли може да оперише. Он се сложио и, према њеним речима, "отворио ми је лобању и подигао је, а сада ми је пријатније". Она није добила анестезију за поступак и, како се извештава, одабрала је да се угризе за метак, као што је видела како војници из Грађанског рата раде када су им били ампутирани удови.
До 1911. године Тубманино тело било је толико крхко да је примљено у дом за одмор који је назван у њену част. Њујоршке новине описале су је као "болесну и без новца", подстичући присталице да понуде нови круг донација. Окружена пријатељима и члановима породице умрла је од упале плућа 1913. године. Непосредно пре него што је умрла, рекла је онима у соби: "Идем да вам припремим место." Табман је сахрањена са полувојним почастима на гробљу Форт Хил у Оберну.

## Наслеђе
Широко позната и цењена док је била жива, Табман је постала америчка икона у годинама након што је умрла. Истраживање крајем 20. века прогласило ју је једном од најпознатијих цивила у америчкој историји пре грађанског рата, трећим само Бетси Рос и Пол Ревер. Инспирисала је генерације Афроамериканаца који се боре за једнакост и грађанска права; похвалили су је вође широм политичког спектра.

### Новчаница од двадесет долара
Дана 20. априла 2016, тада -С.С. Министар финансија Џек Лев најавио је планове за додавање портрета Табман на предњи део новчанице од двадесет долара, померање портрета председника Ендруа Џексона, робовласника, у задњи део новчанице. Лев је упутио Бироу за гравирање и штампарство да убрза процес редизајна, а нови закон се требао наћи у промету негде након 2020.